# Forêt nationale de Macauã
 (avril 2020).
La forêt nationale de Macauã (portugais : Floresta Nacional do Macauã) est une forêt nationale brésilienne. Elle se situe dans la région Nord, dans l'État d'Acre.
Le parc fut créé en 1988 et couvre une superficie de 176 349 hectares.
Il s'étend sur le territoire de la municipalité de Sena Madureira.